# (4822) Karge
(4822) Karge (1986 TC1) – planetoida z pasa głównego asteroid okrążająca Słońce w ciągu 3,38 lat w średniej odległości 2,25 j.a. Odkryta 4 października 1986 roku.